# Volkovskite
La volkovskite è un minerale.